# حوت رمنغتون
حوت رمنغتون (الاسم العلمي:†Remingtonocetus) هو جنس منقرض من الثدييات يتبع فصيلة الحيتان الرمنغتونية من الحيتان القديمة.